# Journal of Graphic Engineering and Design
Journal of Graphic Engineering and Design – JGED је међународни научни часопис који објављује истраживања из области графичког инжењерства, материјала, дизајна, типографије и визуелне комуникације. Излази два пута годишње, почевши од 2010. године.

## О часопису
Издавач часописа је Департман за Графичко инжењерство и дизајн Факултета техничких наука Универзитета у Новом Саду. Часопис објављује оригиналне научне радове, прегледне радове и прелиминарне извештаје. До сада је објављено 13 бројева часописа са укупно 56 рада. Сви радови подлежу рецензији еминентних стручњака из области којом се рад бави.

### Периодичност излажења
Часопис излази два пута годишње (јун и децембар).

## Уредници
Главни уредници часописа су Драгољуб Новаковић (од 2010) и Немања Кашиковић (од 2016). Поред главних уредника, часопис уређује Уређивачки одбор од 19 чланова. 

### Уређивачки одбор
Чланови уређивачког одбора су:
- Томас Хофман Валбек (Thomas Hoffmann-Walbeck), ХДМ Штутгарт (HDM Stuttgart), Штутгарт, Немачка
- Рафаел Хуертас (Rafael Huertas), Универзитет у Гранади (University of Granada), Гранада, Шпанија
- Јоана Ева Издебска (Joanna Ewa Izdebska), Технолошки универзитет у Варшави (Warsaw University of Technology), Варшава, Пољска
- Игор Мајнарић, Универзитет у Загребу, Загреб, Хрватска
- Бранко Милосављевић, Универзитет у Новом Саду, Нови Сад, Србија
- Деја Мук (Deja Muck), Универзитет у Љубљани, Љубљана, Словенија
- Ержебет Новотни (Erzsébet Novotny), PNYME, Будимпешта, Мађарска
- Анастасиос Политис (Anastasios Politis), Технолошко образовни институт - Атинска школа графичке технологије (Technological Educational Institute of Athens Graphic Arts Technology), Атина, Грчка
- Миљана Прица, Универзитет у Новом Саду, Нови Сад, Србија
- Искрен Спиридонов (Iskren Spiridonov) Хемијско технолошко металуршки универзитет (University of Chemical Technology and Metallurgy), Софија, Бугарска
- Младен Станчић, Универзитет у Бањој Луци, Бања Лука, Босна и Херцеговина
- Томаш Сирови (Tomáš Syrový), Универзитет у Пардубицама (University of Pardubice), Пардубице, Чешка
- Гојко Владић,Универзитет у Новом Саду, Нови Сад, Србија
- Томас Сабу (Thomas Sabu), Махатма Ганди универзитет (Mahatma Gandhi University), Котајам, Индија
- Јонас Малинаускас (Jonas Malinauskas), Колеџ за технологију и дизајн (Vilnius College of Technologies and Design), Виљнус, Литванија
- Роберто Пашић, Универзитет „Св. Климент Охридски“, (University "St. Kliment Ohridski") Битољ, Македонија
- Ариф Озцан (Arif Özcan), Универзитет Мармара (Marmara University), Истанбул, Турска
- Владан Кончар, Енсаит (Ensait), Лил, Француска
- Бехудин Мешић, Сцион (Scion), Роторуа, Нови Зеланд

## Аутори
За часопис пишу еминентни стручњаци из земље, региона и иностранства. Поред стручњака са простора бивше Југославије, у часопису су радове објављивали и аутори из Мађарске, Француске, Украјине, Бразила, Малезије, Немачке, Норвешке, Пољске и Белгије.

## Теме
- Графичко инжењерство
- Материјали
- Дизајн
- Типографија
- Визуелне комуникације

## Електронско и штампано издање часописа
Часопис нуди могућност прегледа и преузимања чланака по принципу Отвореног приступа. Поред електронске верзије, издаје се и штампана верзија часописа.

## Реферисање у базама података
- Directory of Open Аccess Јоurnals - DOAJ[2]
- EBSCO Information Services - EBSCO[3]
- WorldCat[4]
- Bielefeld Academic Search Engine -BASE[5]
- International Institute of Organized Research (I2OR)[6]

## Галерија
- Корице часописа Volume_5,_No_2
- Корице часописа Volume_5,_No_1
- Корице часописа Volume_4,_No_2
- Корице часописа Volume_4,_No_1
- Корице часописа Volume_3,_No_2
- Корице часописа Volume_3,_No_1
- Корице часописа Volume_2,_No_2
- Корице часописа Volume_2,_No_1
- Корице часописа Volume_1,_No_1
- Корице часописа Volume_6,_No_2